# Annalena Slamik
Annalena Slamik (* 23. März 2003) ist eine österreichische Nordische Kombiniererin.

## Werdegang

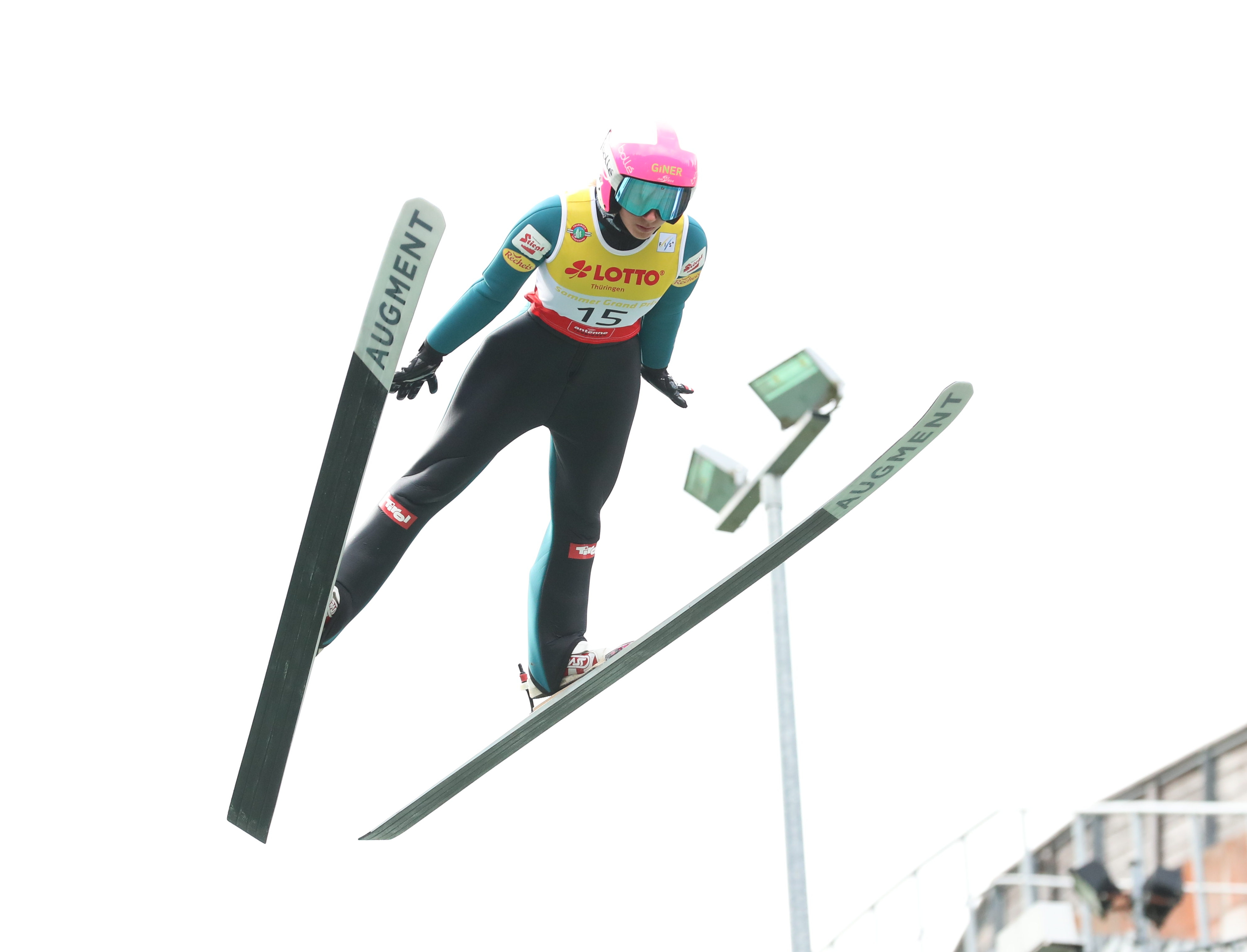
Slamik beim Sommer Grand Prix in Oberhof (2021)

Annalena Slamik startete auf internationaler Ebene erstmals am 17. Dezember 2016 im Rahmen des Alpencups der Nordischen Kombination in Rastbüchl, wo sie den zwölften Platz belegte. Seitdem folgen regelmäßig weitere Wettbewerbsteilnahmen. Bisher (Stand März 2020) konnte sie einen Wettbewerb gewinnen, und zwar am 21. Dezember 2019 in Seefeld in Tirol.
Am 6. Januar 2019 debütierte Slamik in Otepää mit einem 18. Platz im Continental Cup. Bei den Nordischen Junioren-Skiweltmeisterschaften 2019 in Lahti einige Wochen später belegte sie im Einzelwettbewerb den 23. Platz. Nach weiteren Alpencup- und Continental-Cup-Wettbewerbsteilnahmen debütierte sie darüber hinaus am 23. bis 25. August 2019 bei den Wettbewerben in Oberwiesenthal im Grand Prix. Hier belegte sie im Einzelwettbewerb den 14. Platz und im Teamwettbewerb zusammen mit Lisa Hirner, Philipp Orter und Franz-Josef Rehrl den vierten Platz. Bei den Nordischen Junioren-Skiweltmeisterschaften 2020 in Oberwiesenthal startete sie im Einzelwettbewerb und wurde hierbei Elfte. Am 18. Dezember 2020 nahm sie am historisch ersten Weltcup-Wettbewerb in der Ramsau am Dachstein teil und belegte dabei den 19. Platz.

## Statistik

### Platzierungen bei Weltmeisterschaften
| Jahr und Ort    | Wettbewerb | Wettbewerb |
| Jahr und Ort    | Gundersen  | Mixed-Team |
| --------------- | ---------- | ---------- |
| 2021 Oberstdorf | 14.        | —          |
| 2023 Planica    | 14.        | 3.         |

### Weltcup-Platzierungen
| Saison  | Platz | Punkte |
| ------- | ----- | ------ |
| 2020/21 | 19.   | 012    |

### Grand-Prix-Platzierungen
| Saison | Platz | Punkte |
| ------ | ----- | ------ |
| 2019   | 24.   | 018    |
| 2021   | 04.   | 232    |

### Continental-Cup-Platzierungen
| Saison  | Platz | Punkte |
| ------- | ----- | ------ |
| 2018/19 | 29.   | 053    |
| 2019/20 | 35.   | 027    |
| 2020/21 | 06.   | 182    |